# كهف جي بي
كهف جي بي (بالإنجليزية: GB Cave)‏ هو كهف يقع بين تشارترهاوس وشيبهام في منطقة الحجر الجيري لتلال منديب في سومرست، إنجلترا.
تم دخول الكهف لأول مرة في 19 نوفمبر 1939، بعد عشرة أشهر من الحفر من قبل جمعية علم الكهوف بجامعة بريستول، وتم تسميته تقديرًا للعضوين إف جي غودارد (بالإنجليزية: FJ Goddard)‏ وسي سي باركر (بالإنجليزية: CC Barker)‏ اللذان قاما بمعظم الأعمال المتعلقة باكتشافه.